# Палецкий, Борис Дмитриевич
Князь Борис Дмитриевич Палецкий — воевода во времена правления Ивана IV Васильевича Грозного.
Последний представитель княжеского рода Палецкие. Младший сын князя Палецкого Дмитрия Фёдоровича по прозванию «Щереда» (ум. 1567). Имел братьев, князей: Семёна (ум. 1564), Василия (ум. 1567), Фёдора (ум. 1564) и Андрея (ум. 1579), а также сестру, княжну Иулианию Дмитриевну (ум. 1569 или 1574), выданной в 1548 году за младшего брата царя Ивана Грозного — князя Юрия Васильевича, а также возможно сестру, княжну [имя?] Дмитриевну, супругу окольничего Василия Петровича Бороздина (ум. 1560).

## Биография
В 1566 году поручился с другими детьми боярскими в 15.000 тыс. рублей по князю М. И. Воротынскому в его верности. В этом же году дворянин 1-й статьи на Земском соборе проходившим 25 июня — 02 июля и упомянут душеприказчиком в духовной грамоте князя В. И. Воротынского. По разрядным книгам, в 1576 году полковой воевода в походе на Ливонию. В этом же году упомянут береговым воеводой Большого полка на реке Ока. В 1578 году полковой воевода, но где не указано.
После смерти родного брата, князя Андрея Дмитриевича (ум. 1579) остался единственным представителем своего рода, а следовательно и единственным обладателем родовых вотчин. Что он был последним в княжеском роде, указывает данная ему 05 марта 1580 года «отчинная» грамота, в которой Государь говорил, что, в случае его смерти или пострижения в монахи, вместо сёл на помин души или как пожертвования, должны быть выданы деньги по царскому уложению, а сами сёла должны быть взяты в царскую казну.
В 1583 году князь Борис Дмитриевич постригся в Кирило-Белозерском монастыре под именем Боголеп, где и умер.

## Критика
По мнению историка Н. К. Никольского, пострижение князя Бориса Дмитриевича было насильственным, хотя указаний в источниках на это обстоятельство нет.